# سلاحف النينجا (لعبة آركيد)
سلاحف النينجا (بالإنجليزية: Teenage Mutant Ninja Turtles (arcade game))‏ العنوان باللغة الإنجليزية متوفرة في الولايات المتحدة والاتحاد الأوروبي، (باليابانية:ティーンエイジ・ミュータント・ニンジャ・タートルズ スーパー亀忍者) وترجمة من اليابانية سلاحف النينجا : سوبر كايم نينجا (بالإنجليزية:Super Kame Ninja).
هي لعبة إلكترونية يابانية أنتجت سنة 1989م، ويلعب لشخصين بعدما كانت اللعبة السابقة تلعب لشخص واحد.

## اللعبة
تبدأ اللعبة باختيار الشخصيات الأربع : دوناتيلو ورفاييل ومايكل أنجلو وليوناردو، ومن ثم تبدأ المراحل اللعبة الثمانية، فإن اللعبة في الجزء الثاني كان أفضل بكثير من اللعبة في الجزء الأول السابقة من ناحية القفز وضرب الخصم، وطريقة المشي، وتطور بشكل أفضل .
من الأول والاخرالاسعب لمن يجد اللعب سلاحف(لعبة اركيد)

## وصلات خارجية
- The game's instruction manual
- Official Teenage Mutant Ninja Turtles Xbox.com game page
- Complete gamevideo(NES) on archive.org